# Le soleil se lève aussi
Pour les articles homonymes, voir Le soleil se lève aussi (homonymie).
Le soleil se lève aussi (The Sun Also Rises, éd. américaine ou Fiesta, éd. anglaise) est un roman de l'écrivain américain Ernest Hemingway, publié en 1926. Premier grand succès d'Hemingway, ce roman est considéré comme l'un des grands romans de langue anglaise du XXe siècle.

## Résumé

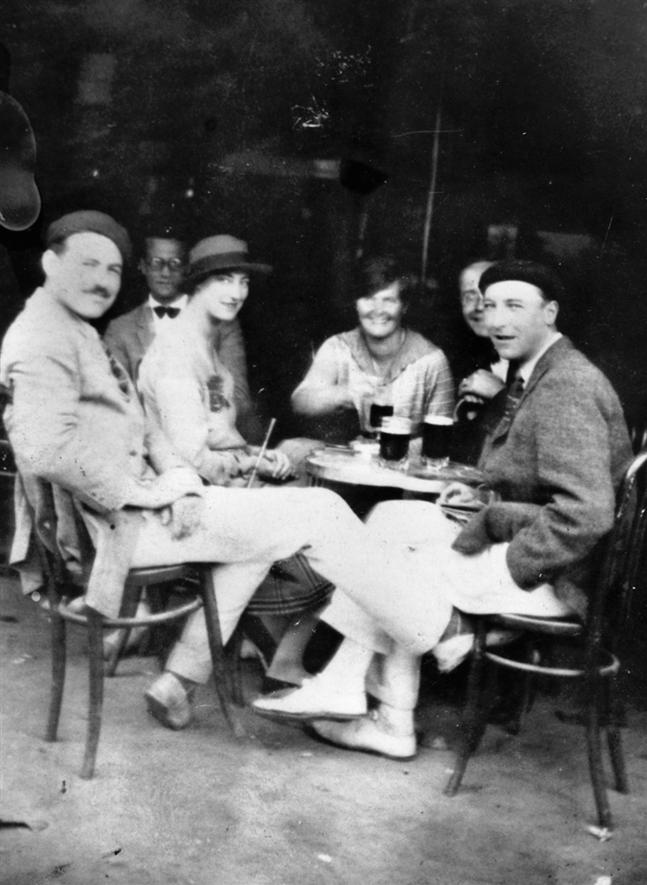
Ernest Hemingway assis en 1925 avec les personnes représentées dans le roman "Le soleil se lève aussi". Les personnes représentées sont Hemingway, Harold Loeb, Lady Duff Twysden, Hadley Richardson, Ogden Stewart et Pat Guthrie. La légende originale est "Ernest Hemingway avec Lady Duff Twysden, Hadley Hemingway, Lonnie Schutte et trois personnes non identifiées dans un café de Pampelune, en Espagne, pendant la fête de San Fermin en juillet 1925".

Jake Barnes, narrateur et personnage central de l’œuvre, est un vétéran américain de la première guerre mondiale. Célibataire impuissant, il vit et travaille à Paris en tant que journaliste. Entre un amour inabouti avec Lady Brett qui, même fiancée à Michael Campbell, garde un contrôle total sur son existence ; et une amitié plus que pesante – celle du juif Robert Cohn, amoureux perdu de Brett, Jake est un héros discret et émouvant.
La première partie du roman dresse un tableau fidèle du Paris des écrivains de l’entre-deux-guerres et surtout de sa vie nocturne, dans les établissements à la mode où se pressent artistes, fêtards et expatriés. Il rappelle également la condition d’une génération perdue, celle des jeunes vétérans de la première guerre mondiale, qui n’échappent pas à leur passé. 
L’action se déroule ensuite en Espagne, d’une partie de pêche dans le pays basque aux fêtes de San Fermin à Pampelune. Décrites avec soin, elles sont le cadre d’un durcissement des tensions affectives, amoureuses et amicales entre les différents protagonistes. Brett y vit ainsi une aventure avec le torero Pedro Romero, au grand dam de Robert Cohn. Jake, au contraire, semble revivre dans ce pays dont il admire les habitants et leurs valeurs. Hemingway offre en effet une plongée sans pareil dans le monde de la corrida et ses aficionados, contribuant à l’époque à les populariser hors d’Espagne.
L’œuvre se clôt dans un taxi de Madrid, où l’ultime dialogue entre Brett et Jake fait tomber le rideau sur un amour tragique.

## Personnages principaux
- Jake Barnes : narrateur de l'histoire, Barnes est un ancien combattant américain de la Première Guerre mondiale dont il garde des blessures physiques l'ayant rendu impuissant. Amoureux de Brett, il ne peut mener une relation avec elle. Sans but ni repères, feignant l'indifférence, il tente de trouver du réconfort dans un travail acharné, la boisson et les corridas dont il est un authentique aficionado.

- Lady Ashley, ou Brett : Brett est l'objet du désir de plusieurs des personnages masculins. Amoureuse de Barnes, alcoolique et malheureuse, elle a de nombreuses aventures sans lendemain et ne trouve plus que de la vacuité dans les activités qui la réjouissaient avant-guerre. Elle est fiancée à Michael.

- Robert Cohn : présenté comme un juif qui a développé un complexe d'infériorité à cause des préjugés sociaux, il compense ce complexe en devenant un excellent boxeur. Courtois et timide, voire renfermé, il encaisse les injures, en particulier celles de sa femme, sans rien dire, et rêve de voyages et de gloire littéraire. Apprécié de Jake au début, il devient un objet de haine pour les autres personnages à la suite de son aventure avec Brett. L'intrigue du roman tourne autour de ses tentatives de reprise de liaison avec Brett, ce qui le conduit à la suivre partout, suscitant des réactions de rejet de la part du groupe. La manière dont ce personnage est dépeint est souvent perçue comme antisémite (« sale juif », « youpin » et divers clichés utilisés par les personnages).

- Michael Campbell : vétéran écossais de la guerre et alcoolique, Michael est un ami proche de Jake et Bill, fiancé à Brett. Même s'il essaie de cacher son mépris pour Cohn et sa jalousie, son tempérament explosif se manifeste dans ses accès d'ivresse.

- Bill Gorton : vieil ami de Barnes, Bill est aussi vétéran de la guerre et se montre moins cruel que Michael dans son attitude envers Cohn. Malgré son alcoolisme, Bill est souvent plus badin et fantasque que ses camarades.

- Pedro Romero : jeune matador au style traditionnel acclamé lors de la fiesta, Romero fait la connaissance de Jake et de ses amis. Brett demande à Jake de le lui présenter et tombe amoureuse de lui. Ils s'enfuient après la fiesta, abandonnant le groupe. Brett rompra constatant l'impossibilité de leur relation.

## Adaptations

### Au cinéma
- 1957 : Le soleil se lève aussi film américain réalisé par Henry King, avec Tyrone Power, Ava Gardner, Mel Ferrer et Errol Flynn

### À la télévision
- 1984 : The Sun Also Rises, téléfilm américain réalisé par James Goldstone.

### Bibliophilie
- Édition enrichie de lithographies originales d'Alexandre Garbell, Éditions André Sauret, 1964.